# Саудівська Аравія на літніх Олімпійських іграх 2020
Саудівську Аравію на літніх Олімпійських іграх 2020 представляли двадцять дев'ять спортсменів у дев'яти видах спорту.

## Спортсмени
| Вид спорту            | Чоловіки | Жінки | Загалом |
| --------------------- | -------- | ----- | ------- |
| Легка атлетика        | 1        | 1     | 2       |
| Футбол                | 22       | 0     | 22      |
| Дзюдо                 | 1        | 1     | 2       |
| Карате                | 1        | 0     | 1       |
| Академічне веслування | 1        | 0     | 1       |
| Стрільба              | 1        | 0     | 1       |
| Плавання              | 1        | 0     | 1       |
| Настільний теніс      | 1        | 0     | 1       |
| Важка атлетика        | 2        | 0     | 2       |
| Загалом               | 31       | 2     | 33      |